# Benkikere, Channagiri
Benkikere là một làng thuộc tehsil Channagiri, huyện Davanagere, bang Karnataka, Ấn Độ.